# Josyp Łozynski
Josyp Iwanowycz Łozynski, ukr. Йосип Іванович Лозинський, pol. Józef Łoziński (ur. 20 grudnia 1807 w Hurku, zm. 11 lipca 1889 w Jaworowie) – ksiądz greckokatolicki, ukraiński językoznawca, etnograf, publicysta, teolog, działacz społeczny, poseł do Sejmu Krajowego Galicji I kadencji (1861–1863).

## Życiorys
W 1831 ukończył lwowskie Greckokatolickie Seminarium Generalne i został wyświęcony na kapłana. Pracował jako wikary w Lisku, potem w Radochońcach. W 1838 roku został proboszczem w Medyce, a od 1848 roku do śmierci w Jaworowie.
Był zwolennikiem rozwoju literatury ukraińskiej na bazie języka ludowego, z zapisem fonetycznym. W 1834 wystąpił z propozycją zastosowania w języku ukraińskim alfabetu łacińskiego w napisanym w języku polskim artykule Abecadło i uwagi nad rozprawą abecadła polskiego do piśmiennictwa ruskiego, zapoczątkowując spór o ukraiński alfabet (azbuczną wojnę). W 1835 wydał łacinką zbiór zachodnioukraińskich pieśni weselnych „Ruskoje wesile”.
W 1846 opublikował po polsku jedną z pierwszych gramatyk języka ukraińskiego – Gramatyka języka ruskiego (małoruskiego). Po 1848 stał się przeciwnikiem idei rozwoju języka ukraińskiego, przyłączając się do ruchu moskalofilskiego, i promując jazyczie.
Wybrany do Sejmu Krajowego Galicji w IV kurii obwodu Przemyśl, z okręgu wyborczego Jaworów-Krakowiec, na miejsce Hryhorija Hynyłewycza, który nie przyjął mandatu ze względu na zdobycie mandatu w innym okręgu wyborczym.